# Operazione Piogge estive
(Ehud Olmert, Premier israeliano)
Operazione "Piogge estive" (in inglese: Operation Summer Rains; in ebraico: מִבְצָע גִשְׁמֵי קַיִץ, Mivetza' Ghishmé Kayitz) è il nome in codice di un'operazione militare israeliana all'interno della striscia di Gaza cominciata il 28 giugno 2006. È la prima azione militare israeliana che coinvolga l'ingresso di truppe di terra nella zona, dopo il piano di ritiro unilaterale di Israele da Gaza.
Si tratta di un'operazione unica nel suo genere, in quanto è consistita nella mobilitazione di migliaia di uomini e decine di mezzi di esercito, marina e aeronautica per liberare un soldato fatto prigioniero, il caporale delle forze di difesa israeliane Gilad Shalit.

## Antefatto
La tensione nella zona si è molto alzata negli ultimi mesi prima dell'inizio delle manovre, a causa del lancio di razzi Qassam sulle città israeliane di confine, in particolare Sderot (800 attacchi circa dal dicembre 2005) e la morte di diversi civili palestinesi in incidenti come quello sulla spiaggia di Gaza nello stesso mese. Gli eventi sono precipitati quando l'intervento di un commando congiunto dell'ala militare di Hamas, dei Comitati Popolari di Resistenza e di Jaish al-Islam (Esercito dell'Islam), a una postazione di militari delle forze di difesa israeliane nei pressi di Kerem Shalom, in territorio israeliano, è risultata nella morte di tre miliziani palestinesi e di due soldati israeliani, il ferimento di
quattro soldati israeliani e la cattura di un quinto, il caporale Gilad Shalit.
I miliziani che hanno prelevato Shalit hanno richiesto il rilascio di tutte le prigioniere e tutti i prigionieri sotto i 18 anni in cambio di informazioni su di lui. Il primo ministro israeliano, Ehud Olmert, ha risposto che "noi non negoziamo coi terroristi", implicando che Israele non ha intenzione di arrivare a un compromesso per ottenere il rilascio del soldato.

## Le operazioni

### L'IDF entra nella parte meridionale di Gaza
L'esercito israeliano è entrato a Khan Yunis, nella parte meridionale della striscia di Gaza, il 28 giugno per recuperare Shalit, mentre quattro F-16 israeliani hanno sorvolato la residenza estiva del presidente siriano Bashar Assad a Latakia, con l'intento di creare pressione su di lui affinché possa mediare per il rilascio del soldato: la scelta è stata dettata dal fatto che proprio in Siria si trova il leader di Hamas, Khaled Mashal. Nella preparazione delle operazioni, il governo dell'Egitto ha annunciato il dispiegamento di 2500 poliziotti al confine tra Gaza ed Egitto per prevenire qualunque possibile trasferimento di Shalit in territorio egiziano, oltre a qualunque flusso di rifugiati palestinesi verso ovest.
Nelle prime ore dell'operazione, diversi ponti sono stati distrutti dall'aviazione israeliana per dividere effettivamente la striscia di Gaza in due. È anche stata danneggiata una centrale elettrica per sovraccaricare le linee e lasciare il 65% del territorio senza corrente elettrica. Sono stati effettuati attacchi aerei sui campi d'addestramento e sui depositi di munizioni di Hamas, ma non vi è notizia di morti o feriti in seguito agli attacchi. Parte dei mezzi corazzati si sono attestati nei pressi dell'aeroporto di Gaza, tra il confine e l'agglomerato urbano. In tutto il territorio della Striscia si registra la costruzione di buche, barricate e ordigni esplosivi improvvisati lungo le strade che portano in città, alcuni dei quali sono già stati trovati e disinnescati dalle ruspe blindate dell'esercito.
Hamas ha promosso un appello a tutta la popolazione armata: "Combattete contro i vostri nemici che sono venuti a cercare la morte, prendete i vostri fucili e resistete". A Ramallah, truppe israeliane hanno arrestato il ministro del lavoro di Hamas, Mohammad Barghouti, durante un'operazione i cui dettagli mancano del tutto dai rapporti dell'IDF. In risposta, i Comitati Popolari di Resistenza hanno annunciato il rapimento di un giovane ebreo, Eliahu Asheri, residente in una colonia ebraica, e che lo avrebbero ucciso se l'invasione fosse continuata. In seguito un terzo israeliano, Noach Moskovich, è stato rapito poco prima dalle Brigate dei Martiri di al-Aqsa. Queste organizzazioni hanno dichiarato che se ci saranno vittime civili, colpiranno le ambasciate di Israele all'estero con attacchi terroristici.
Poco dopo l'ingresso delle truppe israeliane a nord di Gaza (5 del mattino del 29 giugno, ora locale), i Comitati Popolari di Resistenza hanno annunciato di avere ucciso il colono prigioniero, Eliahu Asheri.
Poche ore dopo, il genio dell'IDF e gli agenti dello Shin Bet (i servizi segreti israeliani che si occupano di sicurezza interna) hanno ritrovato, in base ad alcune informazioni ottenute sul campo, il corpo di Asheri in un'automobile abbandonata in un campo aperto poco fuori Ramallah. Il ragazzo era stato ucciso con colpi di arma da fuoco, e una rapida analisi del cadavere ha evidenziato che la morte sarebbe risalita ad almeno tre giorni prima (25 giugno), il giorno del rapimento – per cui i CPR avrebbero mentito quando, martedì, hanno affermato che Asheri era vivo e tenuto in ostaggio. Anche il corpo di Noach Moskovich è stato trovato nei pressi del cimitero di Rishon LeZion. Col calar della sera, le Forze di Difesa Israeliane hanno cominciato il bombardamento di alcuni obiettivi con l'artiglieria, e hanno colpito almeno due depositi di munizioni.

### L'IDF entra a nord di Gaza
L'esercito israeliano ha raccolto uomini e mezzi corazzati al confine settentrionale di Gaza con Israele, che si sono preparate a prendere il controllo di alcuni obiettivi strategici nella seconda parte dell'operazione, destinata a occupare i siti di lancio dei razzi Qassam. Quelle stesse posizioni sono, al momento, sotto il tiro dell'artiglieria israeliana. Nelle prime ore del 29 giugno risulta un continuo lancio di missili Qassam sul territorio israeliano, ed esistono rapporti riguardanti il bombardamento dei punti di lancio dei missili da parte di svariate navi da guerra israeliane. Inoltre, migliaia di volantini sono stati lanciati su alcune zone abitate a nord della Striscia di Gaza, sugli agglomerati di Beit Lahia e Beit Hanun, per avvisare i civili dell'imminente attacco e chiedere di evacuare la zona.
Chiaramente, le strategie dell'IDF non sono ancora note, ma è probabile che i militari israeliani possano presto occupare o bombardare queste zone, identificate come base di frequenti lanci di razzi Qassam. È stata sentita una forte esplosione nella città di Gaza, e testimoni l'hanno localizzata all'Università Islamica, sul quale esistono elementi per credere sia coinvolta nelle diffusioni delle idee dell'islamismo radicale. Le truppe israeliane hanno fatto ingresso a Gaza con fanteria meccanizzata, mezzi corazzati e diversi bulldozer attorno alle 5 del mattino del 29 giugno, ora locale . Nel pomeriggio dello stesso giorno, gli israeliani hanno occupato l'aeroporto internazionale di Gaza.

### I bombardamenti del 30 giugno
Alcuni cacciabombardieri israeliani hanno colpito più di 12 volte nella Striscia nelle prime ore del 30 giugno 2006, colpendo un ufficio di Fatah e una struttura di Hamas a Gaza, assieme a una serie di strade e obiettivi siti in campi aperti. L'aviazione israeliana ha colpito il Ministero dell'Interno palestinese a Gaza, che gli israeliani sospettano sia un "luogo di raduno per dirigere l'attività terroristica." Poco dopo, una quantità di miliziani si sono avvicinati ad alcune unità dell'esercito israeliano, dotati di armi controcarro. I militari hanno aperto il fuoco, ferendo due miliziani, e portando gli altri alla ritirata. Come causa di un ulteriore attacco aereo, tre missili hanno colpito gli uffici di Khaled Abu Ilal, ufficiale del Ministero dell'Interno palestinese nonché noto esponente della linea dura contro Gerusalemme, che a sua volta è al comando di un gruppo di miliziani..

## Cattura dei parlamentari appartenenti ad Hamas
Nella mattina del 29 giugno, Israele ha cominciato l'arresto in massa dei parlamentari palestinesi appartenenti al partito di Hamas, nonché dei membri del Consiglio legislativo palestinese e di altri ufficiali, per un totale di almeno 64 persone. Tra questi, figura il ministro delle finanze dell'ANP e sette altri ministri del governo, assieme ai capi locali dei consigli regionali ed al sindaco di Qalqilya. Come risultato, si riporta che gli ufficiali di Hamas hanno cominciato a nascondersi. L'esercito israeliano ha affermato che gli ufficiali di Hamas catturati "non collaborano affatto". Il ministro israeliano per le Infrastrutture, Benjamin Ben-Eliezer, ha lanciato un avviso al primo ministro dell'Autorità Nazionale Palestinese, Ismail Haniya, indicandogli che la sua immunità non ha alcun effetto nei confronti delle forze israeliane. L'operazione per l'arresto di questi ufficiali palestinesi fu, secondo alcune fonti, pianificata alcune settimane prima dell'inizio dell'offensiva. Il 28 giugno il direttore di Shabak (il nome israeliano dello Shin Bet), Yuval Diskin, ha fatto approvare una lista di nomi al premier israeliano Olmert.

## Reazioni
- Mahmoud Abbas ha condannato gli attacchi ai ponti e alla centrale elettrica affermando che, "l'attacco di infrastrutture civili [è] una punizione collettiva al popolo Palestinese e un crimine umanitario".[28]
- Secondo David Siegel, portavoce dell'ambasciata israeliana a Washington, D.C., "Israele ha fatto tutto quello che è in suo potere per valutare tutte le opzioni diplomatiche e dare a Mahmoud Abbas l'opportunità di restituire l'israeliano rapito... Quest'operazione può terminare immediatamente, a fronte del rilascio di Gilad Shalit."[29]
- Il portavoce della Casa Bianca Tony Snow ha affermato che "Israele ha il diritto di difendere sé stesso e la vita dei suoi cittadini [...]. Qualunque azione il governo israeliano intraprenda, gli Stati Uniti si raccomandano affinché nessun civile innocente sia ferito e si eviti il danneggiamento non necessario della proprietà e delle infrastrutture."[30]
- L'Unione europea, attraverso il commissario alle relazioni esterne Benita Ferrero-Waldner ha ammonito "entrambe le parti, poiché necessitano di fare un passo indietro dall'orlo prima che questa diventi una crisi che nessuna delle due possa controllare."[31]
- Il portavoce della Lega Araba, Alaa Rushdy, ha condannato le operazioni come "parte di una politica aggressiva di Israele diretta contro il popolo palestinese, sia essa attraverso la distruzione come attraverso l'uccisione dei civili."[32]
- Un ufficiale siriano ha affermato che "Queste operazioni di aggressione costituiscono una provocazione e non sono giustificate. Se il loro scopo è attribuire le responsabilità del rapimento del soldato israeliano alla leadership politica di Hamas, Israele sta facendo un errore scandaloso che oltrepassa i limiti della logica."[33]
- Il Fronte d'azione islamico, il più grande partito politico della Giordania, ha chiesto il 28 giugno ai governi giordano ed egiziano di "sospendere" i loro trattati di pace con Israele e imporre degli ultimatum a Israele se dovesse proseguire nell'offensiva.[34]